# San Pedro-Pellado
San Pedro - Pellado es un complejo volcánico situado en Chile. Está situado entre los volcanes de Cerro Azul, Nevado de Longaví, Lomas Blancas y Laguna del Maule. Está dentro de la provincia de Linares, en el VII Región del Maule.

## Aspecto
El complejo está compuesto por los siguientes volcanes:
| Volcán        | Tipo de volcán      | Coordenadas       | Altitud |
| ------------- | ------------------- | ----------------- | ------- |
| Volcán Gaudal | Estratovolcán       |                   |         |
| Pellado       | Estratovolcán       | 35.974°S 70.793°W | 3120 m  |
| Río Colorado  | Caldera pleistocena |                   |         |
| San Pedro     | Estratovolcán       | 35.989°S 70.849°W | 3621 m  |
| Tatara        | Escudo volcánico    | 35.98°S 70.87°W   | 3224 m  |

El complejo se sitúa sobre la caldera de Río Colorado. El volcán San Pedro, es el más alto, a la que tiene un cráter buen apreciable, abierto hacia el NO. En la parte occidental del complejo, se sitúa el volcán Tatara, totalmente erosionado. El Pellado se sitúa al E del San Pedro. Este último, su cráter está desaparecido.[cita requerida]

## Vulcanismo
El complejo se formó sobre el Río Colorado, una caldera de entre 6 y 12 km de diámetro. Erupciones más frecuentes, ocurrido hace 5 millones de años, fue en el San Pedro. Expulsó muchas coladas de lavas hacia el SE, por el valle del río La Puente. La erupción pudo haber sido potente, por el aspecto de la colada. El volcán no está extinto, sino dormido, debido a que hay fumarolas en la parte SE del Pellado.

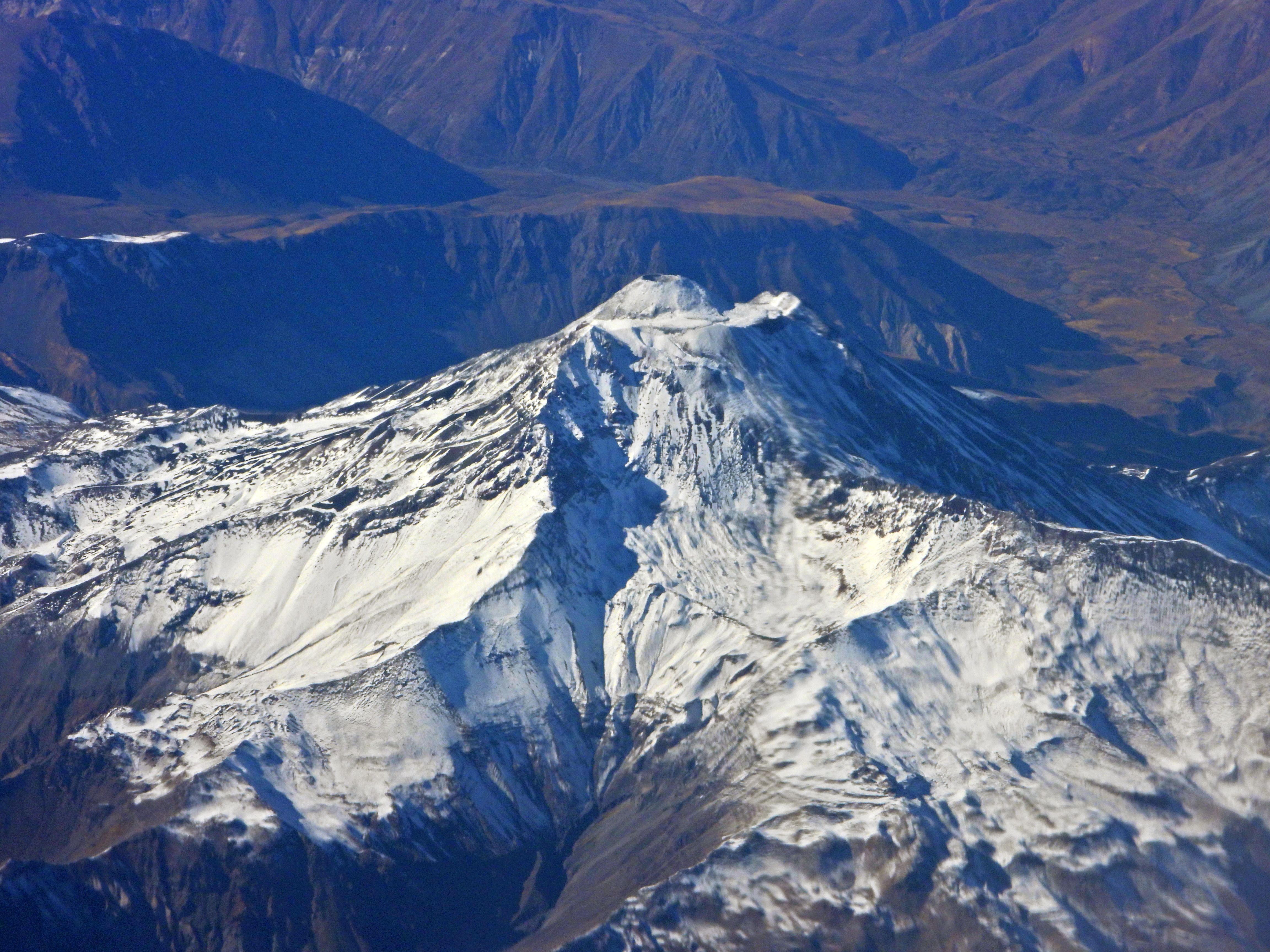
Volcán San Pedro y su cono piroclástico en la cima, visto desde el aire hacia el este.

## Alrededores
Es un macizo conocido por los montañeros. Se accede a su cima desde el pueblo de San Clemente. 